# More Music
More Music er en serie af opsamlingsalbum udgivet af Universal Music, Sony Music, og disco:wax.

## More Summer
| Titel            | Udgivet       | Selskab                                | Certificering |
| ---------------- | ------------- | -------------------------------------- | ------------- |
| More Summer      | 2008          | disco:wax, NSM, Warner Music Denmark   | Guld          |
| More Summer 2009 | 28. maj 2009  | disco:wax, NSM, Warner Music Denmark   | Guld          |
| More Summer 2013 | 1. juli 2013  | disco:wax, Universal Music, Sony Music |               |
| More Summer 2014 | 30. juni 2014 | disco:wax, Universal Music, Sony Music |               |
| More Summer 2015 | 26. juni 2015 | disco:wax, Universal Music, Sony Music | Guld          |
| More Summer 2016 | 10. juni 2016 | disco:wax, Universal Music, Sony Music |               |

## Christmas-serie
| Titel                      | Udgivet          | Selskab                                | Certificering |
| -------------------------- | ---------------- | -------------------------------------- | ------------- |
| More Christmas 2010        | 5. november 2010 | Sony Music, disco:wax, NSM             | Guld          |
| More Christmas 2011        | 4. november 2011 | disco:wax, MBO, Sony Music             | Guld          |
| More Christmas 2012        | 5. november 2012 | disco:wax, MBO, Sony Music             | Guld          |
| More Christmas 2013        | 1. november 2013 | disco:wax, Universal Music, Sony Music | Guld          |
| More Christmas 2014        | 7. november 2014 | disco:wax, Universal Music, Sony Music | Platin        |
| More Christmas 2015        | 6. november 2015 | disco:wax, Universal Music, Sony Music | Platin        |
| Most Wanted Christmas 2016 | 4. november 2016 | Universal Music                        | Platin        |
| Julehits 2017              | 3. november 2017 | Universal Music                        |               |

- Serien hed tidligere Absolute Christmas (1996–2001, 2006) og NOW Christmas (2002–05, 2007–12).
- I årene 2010, 2011, og 2012 udkom både More Christmas og NOW Christmas, dog var det kun NOW Christmas der havde det karakteristiske blå snelandskab på coveret.

## Andre
- More Fitness (2013)